# John Hein
John Hein (ur. 27 stycznia 1886 w Nowym Jorku; zm. 29 sierpnia 1963 tamże) – amerykański zapaśnik, srebrny medalista igrzysk olimpijskich w Saint Louis w 1904 w zapasach w stylu wolnym w wadze papierowej.
W turnieju olimpijskim brało udział jedynie czterech zawodników, wszyscy reprezentowali Stany Zjednoczone. Hein w półfinale tych zawodów pokonał Claude’a Holgate’a, natomiast w finale przegrał z Robertem Currym.
Reprezentował Boys’ Club of New York. Po zakończeniu kariery został trenerem.
Mistrz Amateur Athletic Union w 1905, 1910 i 1913 roku.